# Otacilia komurai
Otacilia komurai là một loài nhện trong họ Phrurolithidae.
Loài này thuộc chi Otacilia. Otacilia komurai được Takeo Yaginuma miêu tả năm 1952.